# مبینا فلاح
مبینا فلاح ورزشکار رشته تیراندازی با کمان و عضو تیم ملی تیراندازی با کمان ایران است. وی به عنوان تنها نماینده تیراندازی با کمان ایران در بازی‌های المپیک ۲۰۲۴ پاریس حضور داشته و موفق به نخستین برد تاریخ تیراندازی با کمان ایران در رقابت‌های المپیک شد.

## المپیک
فلاح در مسابقه‌های مرحله پایانی انتخابی المپیک که در آنتالیا، ترکیه برگزار شد، با نایب‌قهرمانی، توانست سهمیه بازی‌های المپیک تابستانی ۲۰۲۴ پاریس را بگیرد.
او به عنوان اولین برنده تاریخ رشته تیر و کمان ایران در مراحل حذفی المپیک شناخته می‌شود، چرا که توانست در دور اول حذفی رقابت‌های المپیک تابستانی ۲۰۲۴ پاریس حریفی از ویتنام را با تیر طلایی شکست دهد.
فلاح در مرحله بعدی مغلوب حریفی از ترکیه و از دور رقابت‌ها حذف شد.

## افتخارات
- مدال برنز ریکرو تک‌نفره جوانان در جام جهانی سالنی لاس وگاس آمریکا[۴]